# Rittschein
Die Rittschein ist ein Bach in der Oststeiermark in den Bezirken Weiz und Hartberg-Fürstenfeld in Österreich. Sie ist bis auf wenige Stellen (wie zum Beispiel östlich von Übersbach) begradigt und kanalisiert.

## Geschichte
Das früheste Schriftzeugnis ist von 1322 und lautet „Retschein“. Der Name geht auf slowenisch recina (Flusswasser) zurück.

## Geographische Lage
Die Rittschein entsteht durch die Mündung des 2,17 km langen Schlarpfenbaches in den 6,5 km langen Mayerbach in der Gemeinde Markt Hartmannsdorf. 
Der Verlauf führt durch die Gemeinden Ottendorf an der Rittschein, Breitenfeld an der Rittschein, Söchau, Übersbach (Stadtgemeinde Fürstenfeld) und Bad Loipersdorf.
Kurz nach dem Übergang ins Burgenland mündet die Rittschein in Königsdorf als rechter Zufluss in die Lafnitz.

## Galerie

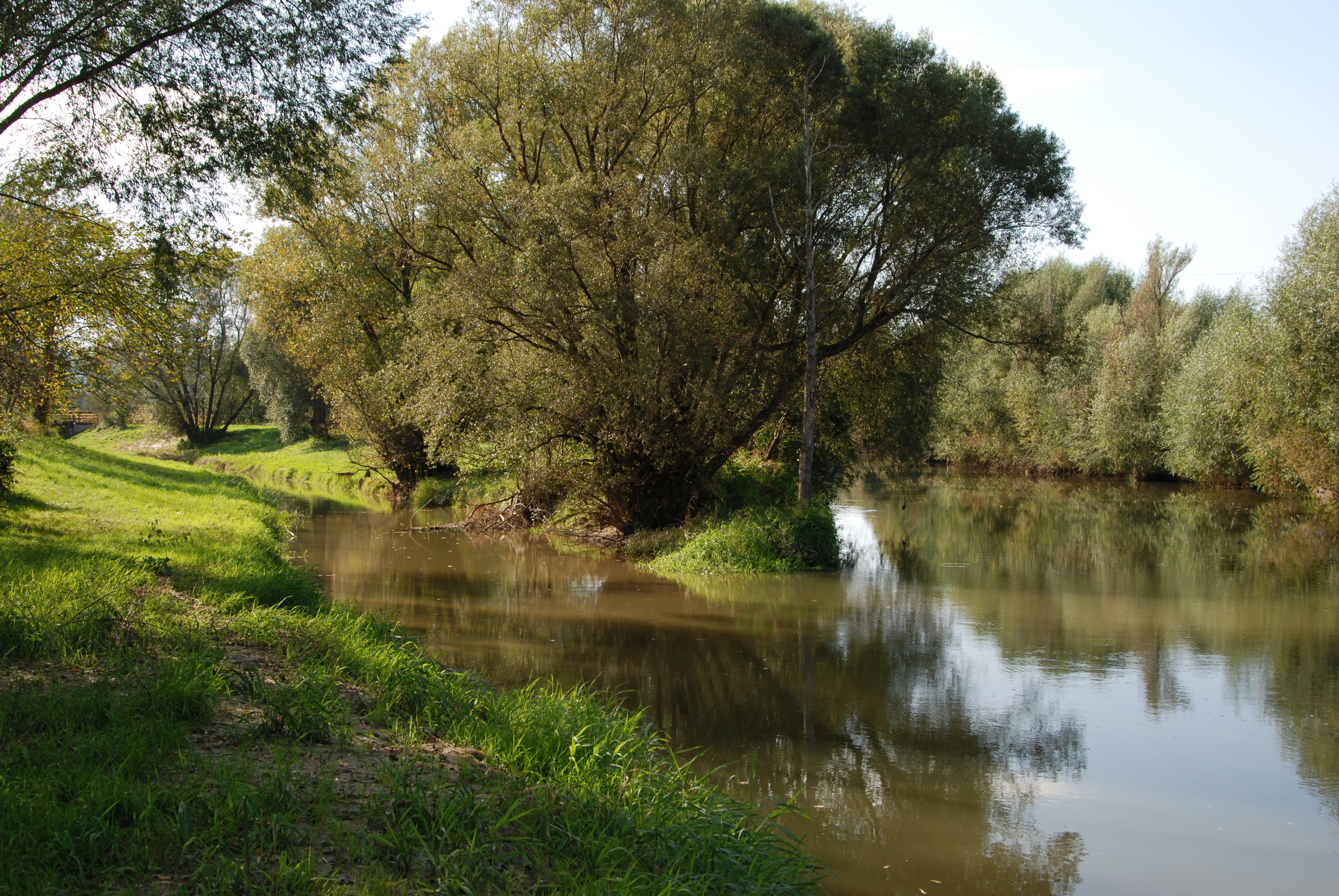
Rittscheinmündung in die Lafnitz
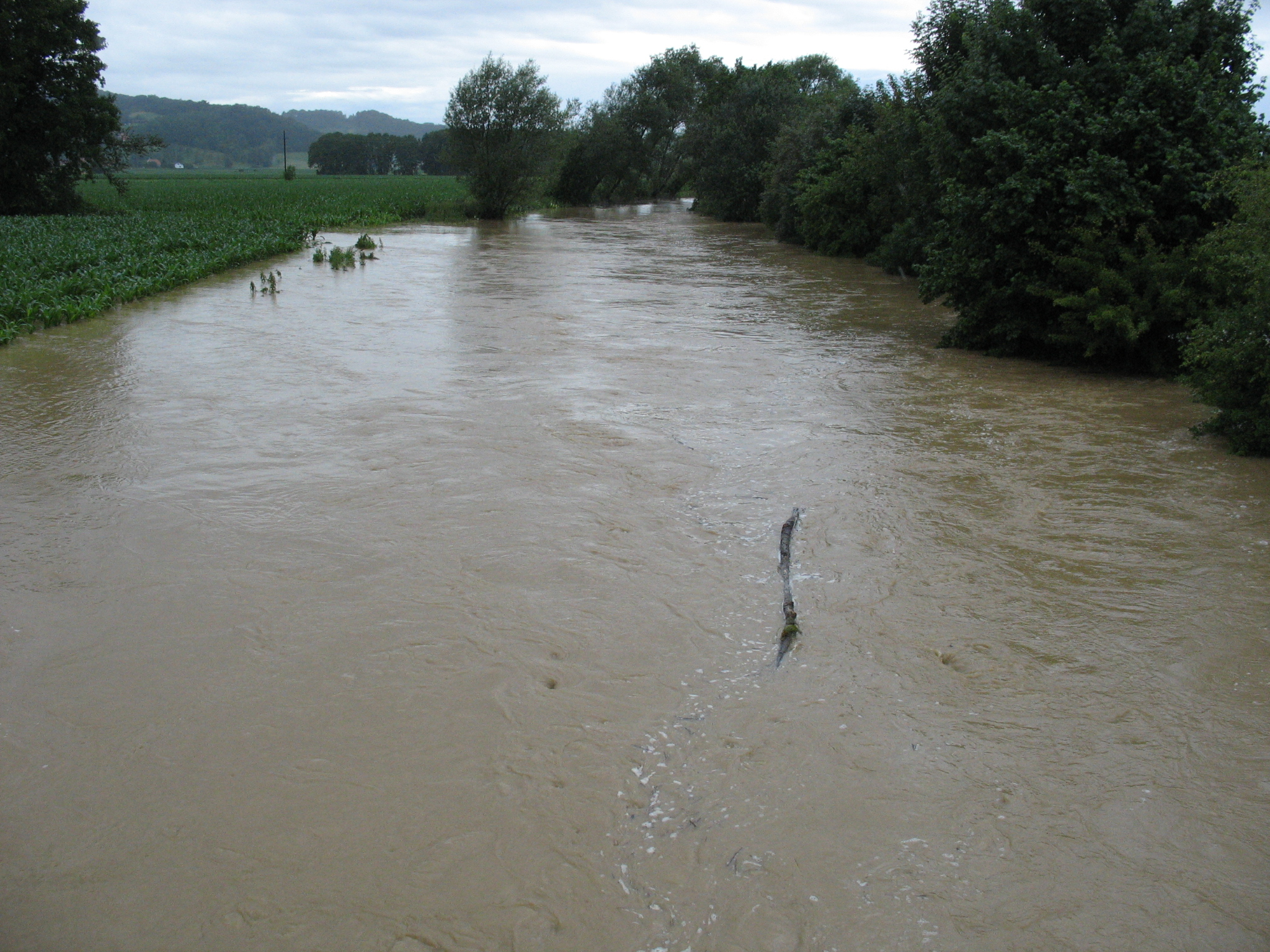
Rittschein Hochwasser 2009
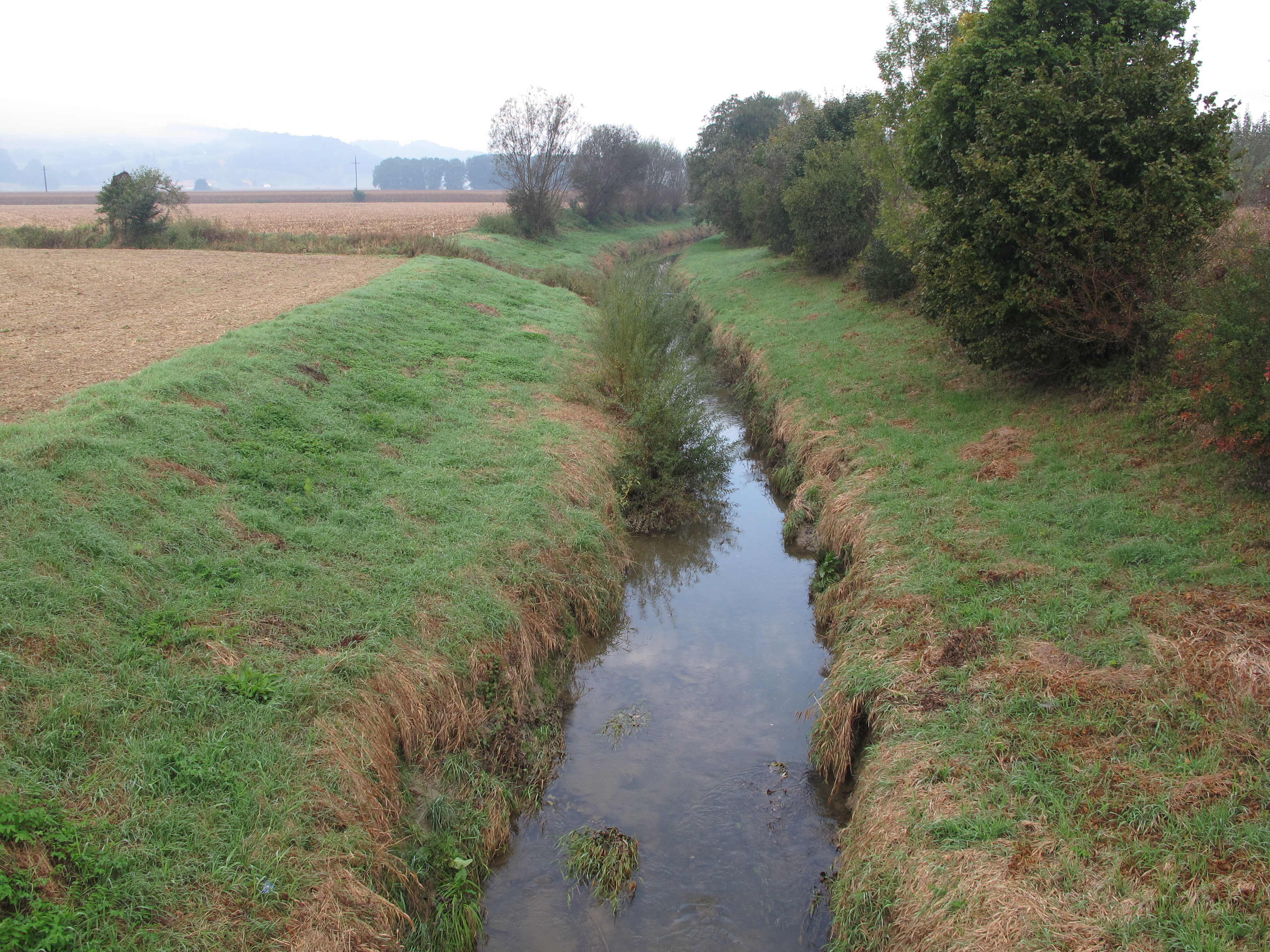
Rittschein Normalwasser
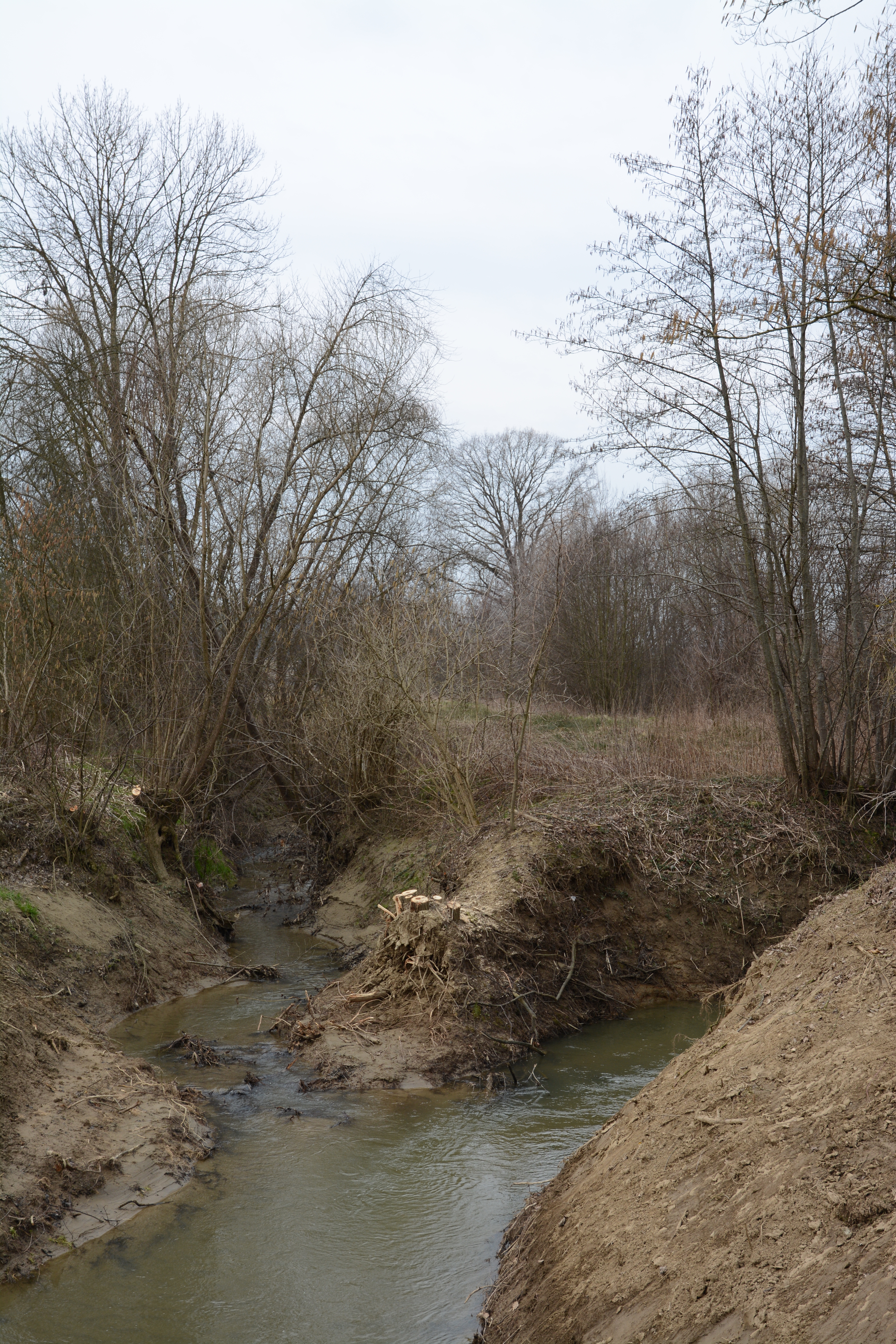
Mündung des Krennachbaches bei Breitenfeld
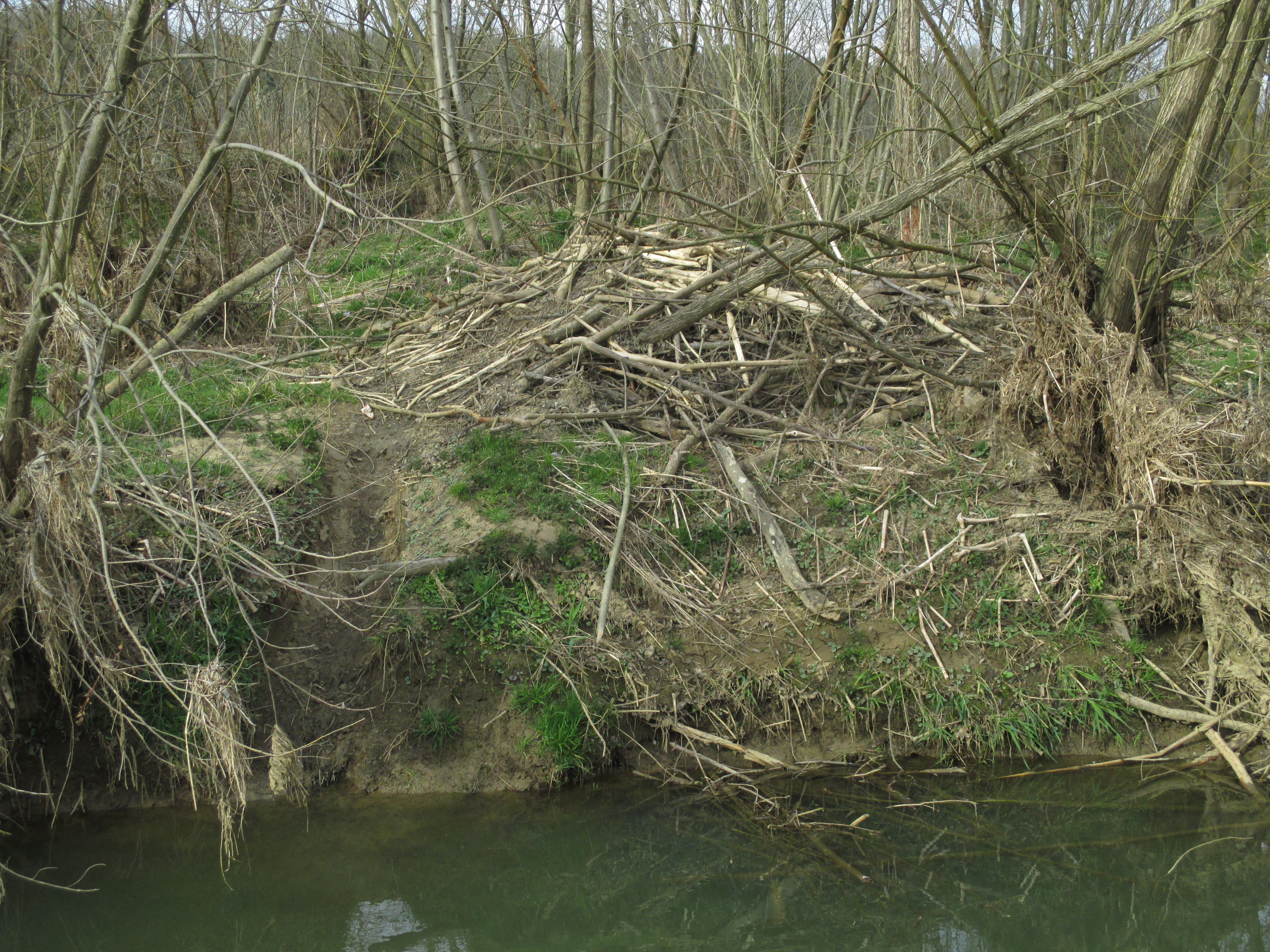
Ein Biberbau bei Übersbach
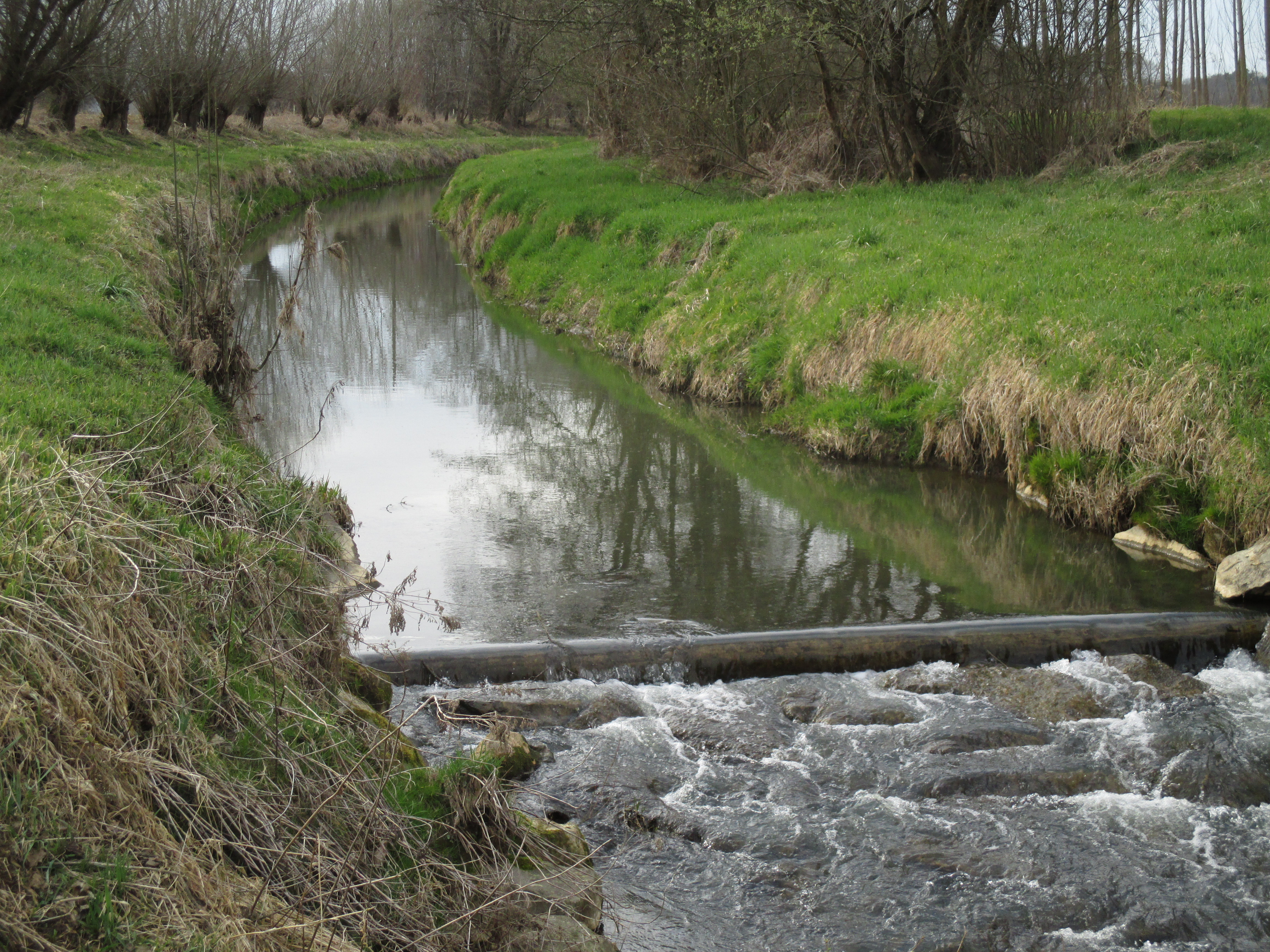
Reduktion der Fließgeschwindigkeit